# Mehdi Tayeb
Mehdi Tayeb, även känd som HIV-mannen, är en iranier tidigare bosatt i Sverige som hade oskyddat sexuellt umgänge med ett stort antal kvinnor och män, trots att han var medveten om att han var infekterad med hiv.
Tayeb påstod sig ibland vara amerikan och använde sig av alias som James Kimball och Fabian Foxx.
Minst 130 kvinnor och två män har för polisen uppgett att de haft sex med Mehdi Tayeb. Samtidigt har flera av kvinnorna uppgett att de blivit drogade och våldtagna av honom; polisen misstänker minst tio fall. Redan första året som Mehdi Tayeb bodde i Sverige varnade en läkare för att han hade oskyddat sex med kvinnor trots att han var HIV-smittad. Av de 130 personer som han har haft sex med blev endast en smittad. Det var hans svenska flickvän, som han hade ett längre förhållande med.
Mehdi Tayeb, som är från Tabriz i Iran, är också efterlyst för en lång rad brott med sexanknytning i USA, inte bara häleribrott och bedrägeri. Han söks för sexuella övergrepp, hallickverksamhet i en stor prostitutionshärva, olaga vapeninnehav och för att ha flytt från en villkorlig dom och böter.
Mehdi Tayeb arresterades i augusti år 2003 i Iran av den iranska polisen efter att en av målsägarna i ärendet skrivit tre brev till Iran och varnat regeringen för mannen. Det visade sig att han hade fortsatt sin verksamhet i Iran, där han smittat minst tre unga kvinnor. Tayeb dömdes i december samma år till dödsstraff, men släpptes senare ur fängelset och troddes år 2007 leva fri i Iran.
Den 24 september 2013 lades den svenska förundersökningen mot honom ned då den preskriberats.